# Alfred Thayer Mahan
Alfred Thayer Mahan (West Point, 27 settembre 1840 – Washington, 1º dicembre 1914) è stato un ammiraglio statunitense.
Come ufficiale della Marina degli Stati Uniti comandò varie navi, tra cui l'incrociatore protetto USS Chicago; come docente e stratega le sue idee sul potere marittimo hanno influenzato il pensiero navale nel mondo. Congedato con il grado di captain (equivalente a capitano di vascello), venne promosso rear admiral (per l'epoca equivalente a contrammiraglio) all'atto del pensionamento. Continuò l'insegnamento al War College dopo il ritiro dal servizio attivo.

## Pensiero
Le idee del contrammiraglio Mahan stabilivano come una nazione potesse vincere su un'altra distruggendone la flotta e strangolandone i commerci attraverso un blocco navale. Per contro, la flotta più debole poteva negare il confronto all'altra e rimanere una costante minaccia (il concetto di flotta in potenza) impedendo all'altra di dividersi ed operare al meglio contro il traffico mercantile.
Questo concetto ha influenzato il comportamento delle marine russa e giapponese durante il conflitto del 1904 e la flotta tedesca nella prima guerra mondiale.
Il suo pensiero si concentrava sul ruolo del potere marittimo/navale. Egli affermava che vi fosse una contrapposizione tra le potenze continentali e quelle marittime sostenendo che le potenze marittime fossero per loro natura più forti e in grado di affermarsi. I suoi studi partono essenzialmente dallo sviluppo della marina militare tra la fine del Seicento e l'inizio dell'Ottocento, ove si venivano a scontrare le allora grandi potenze coloniali: Francia e Gran Bretagna. Lo scontro più aspro tra i due imperi coloniali avviene durante la guerra d'indipendenza americana.
Studiando questa situazione Mahan nota come gli elementi geografici possano influire sul corso della storia portandolo ad alcune affermazioni. Essendo il mare l'elemento più esteso sulla Terra, si creano su di esso delle rotte commerciali. Partendo dal presupposto che lo sviluppo del commercio è essenziale in termini di aumento della potenza, e che il mare è il mezzo più veloce ed economico per il trasporto delle merci, allora uno stato avrà interesse a sviluppare una flotta commerciale. Questo stesso stato dovrà inoltre garantire la sicurezza della propria flotta commerciale attraverso una marina militare sufficiente ad evitare che le rotte vengano distrutte da eventuali minacce esterne. Mahan, volendo dimostrare che il mare è l'unico mezzo per sviluppare la potenza, utilizza l'esempio della marina francese del 1700. Essa, sempre secondo Mahan, poteva benissimo sconfiggere la marina britannica considerando la sua superiorità numerica. La Francia, infatti, partecipava alla guerra di indipendenza americana al comando di 12 navi di linea e 5 fregate contro le 9 navi di linea britanniche. L'errore della Francia fu quello di investire contemporaneamente sia nelle forze di terra che nelle forze navali, non poteva essere sia una potenza marittima che una potenza continentale.
Mahan fu una sorta di precursore delle organizzazioni internazionali. Egli infatti affermava che una potenza è in grado di affermarsi con le sole proprie risorse, vi era quindi necessità che il sistema internazionale si coalizzasse in organizzazioni internazionali. Ipotizzava un'unione tra gli Stati Uniti e la Gran Bretagna, perché essendo due potenze marittime potevano unirsi per condividere la conquista dei mari. Un concetto chiave è che le potenze marittime si uniscono contrapponendosi a quelle continentali. Un esempio storico di questo concetto è l'espansione russa (potenza continentale) tra il 1800 e il 1945, che si va a scontrare con Stati Uniti e Gran Bretagna (potenze marittime) che hanno stretto alleanza per contrastare quest'espansione. Mahan elabora il concetto di dottrina navale, cioè la politica che gli stati perseguono in campo marittimo-militare. Per far sì che uno Stato possa avere una dottrina navale, esso deve possedere una marina militare consistente, ovviamente uno sbocco sul mare, un'adeguata capacità di proiezione, dei mezzi adeguati ed avere obbiettivi strategici da tutelare (come per esempio la sicurezza di zone esposte a rischio).

## Mahan e il "potere marittimo"
Nel suo libro Influenza del potere marittimo sulla storia, Mahan spiega la teoria del "sea power". Questa teoria si fonda su un nuovo approccio nel modo di studiare la storiografia marittima. Mahan criticò gli storici suoi contemporanei perché essi concepivano la storia navale come semplici fatti marittimi, senza ragionare sulle ripercussioni storiche che questi stessi fatti producevano. Secondo Mahan, invece, la storiografia marittima doveva essere vista come una chiave di lettura dei contrasti sorti tra le nazioni e gli imperi. «La caratteristica principale che si delinea dall'analisi storica del potere marittimo è l'antagonismo tra gli stati o le nazioni per ottenere il dominio, o il controllo del mare». Il potere marittimo è quindi, essenzialmente, una condizione bellica, se non altro perché obbliga uno dei due contendenti a impedire l'uso del mare all'altro.
Mahan afferma che le navi mercantili e da guerra hanno bisogno di punti d'appoggio in quei paesi verso le quali sono dirette, quindi vi è la necessità da parte di una nazione marittima di ottenere porti o basi navali che offrano un rifugio sicuro.
Per questo motivo l'ambizione al potere marittimo fa sì che una nazione eserciti una proiezione di potenza su vari territori, come è avvenuto con la conquista di territori coloniali, per ottenere appoggi sicuri (porti e basi navali).
Le teorie del Contrammiraglio riscossero grande successo sia negli Stati Uniti che in Gran Bretagna. Il Segretario alla Guerra Henry Stimson (1940-45), decenni dopo la morte dell'autore, descrive una "particolare psicologia della marina, che molto spesso sembrava ritirarsi dal regno della logica per entrare in un oscuro mondo religioso nel quale Nettuno era Dio, Mahan il suo profeta e la marina degli Stati Uniti l’unica chiesa riconosciuta". Mahan è ancora oggetto di discussione nel milieu navale americano.

## Altri aspetti del pensiero di Mahan
L'ammiraglio americano, avendo sistematicamente analizzato la strategia navale, è considerato il Clausewitz del mare. Ma perché Mahan, a differenza di Clausewitz, pensa allo spazio? 
- Mahan è un marinaio. Mahan parte dalla specificità dell'elemento marino, dalla sua differenza con l'elemento terrestre: «Il mare ha l'aspetto di una grande strada pubblica o, per meglio dire, di una lunga distesa di terra comune sulla quale le vie si incrociano in tutti i sensi. Inoltre alcune di queste vie ben tracciate mostrano che per il passaggio vengono scelte determinate direzioni a preferenza di altre. Tali direzioni sono chiamate rotte commerciali». A partire da questo punto, Mahan deduce che il primo imperativo di ogni potenza navale è il possesso dei punti di appoggio, di posizioni (porti, basi) partendo dalle quali la flotta può circolare sugli oceani. L'obiettivo delle posizioni esige dallo stratega navale una visione dello spazio al tempo stesso ampia e precisa (isole, ad esempio, situate su rotte di primaria importanza, stretti che assicurano il passaggio da un mare a un altro e così via). Il posizionamento, il controllo dei posti chiave devono essere fatti già in tempo di pace e richiedono una manutenzione permanente. In questa prospettiva lo stratega navale, valutando gli spazi e la loro importanza politica, militare, economica, è molto vicino al geopolitologo.
- Mahan è americano. L'esperienza della guerra egli la vive con la guerra di secessione americana (1861-65). Questo conflitto anticipa quelli del futuro: ruolo determinante delle capacità industriali del Nord nei confronti delle abilità manovriere dei generali del Sud; utilizzazione dello spazio e della ferrovia per soffocare il Sud; blocco delle coste del Sud, privo di qualsiasi flotta. Mahan mette in luce il cambiamento che ha luogo con l'era industriale, in particolare per quanto riguarda le navi, che abbandonano la vela per il carbone e si liberano dai capricci del vento, per dipendere dagli approvvigionamenti di combustibile.

Mahan costruisce il suo pensiero attraverso lo studio degli antagonismi marittimi e coloniali provocati dalle grandi scoperte (in particolare la rivalità franco-britannica).
Il termine "Medio Oriente" fu coniato da Mahan.
mentre la vittoria, come la carità , nasconde un gran numero di peccati. - Alfred T. Mahan»

## Mahan e la Gran Bretagna
Mahan contrappone la perseveranza britannica ai cambiamenti della Francia, combattuta tra sogni coloniali e ambizioni continentali. Dal XVI al XIX secolo, l'Inghilterra mostra una notevole continuità nella sua politica: rendersi padrona degli oceani; impedire che il cuore del mondo (l'Europa) sia dominato da una delle grandi potenze del Continente (Francia di Luigi XIV).
La Gran Bretagna, dall'inizio del XVIII secolo (guerra di successione in Spagna 1701-14) alla seconda guerra mondiale, obbedisce a una visione geopolitica incentrata sul mare: si tratta in particolare di controllare tutti i fondamentali punti marittimi di passaggio, dal Mar Baltico alla Cina (Gibilterra, Città del Capo, Suez, Aden, Hormuz, Singapore), innanzitutto per garantire la sicurezza dei collegamenti tra l'Inghilterra e l'impero delle Indie, gioiello della Corona britannica. Ogni guerra, ogni vittoria sono per l'Inghilterra l'occasione per estendere e consolidare questa rete di punti strategici.
Per un americano quale è Mahan, il dominio degli oceani da parte della potenza britannica costituisce un modello da imitare e da superare. Gli Stati Uniti della seconda metà del XIX secolo, liberi da qualsiasi minaccia lungo le frontiere terrestri protette dall'Oceano Atlantico e dall'Oceano Pacifico, hanno alcune caratteristiche proprie di un'isola. Così come l'Inghilterra si trova tra l'Europa e il mare aperto, gli Stati Uniti stanno tra l'Europa e l'Asia. Inoltre gli Stati Uniti, all'indomani della guerra di Secessione e della ricostruzione, sono in piena ripresa economica e già dalla fine del XIX secolo si segnalano come prima potenza industriale mondiale.

## Mahan nell'attualità: il caso dell'India
Mahan risulta ancora un importante autore, in quanto le sue teorie sono utilizzate per comprendere gli scenari attuali. A favore di questa affermazione è la citazione apparsa nel 6º numero Oceano Nostro del 2009 della rivista Limes: «Chiunque controlli l'Oceano Indiano domina l'Asia. Questo oceano è la chiave dei Sette Mari. Nel XXI secolo, il destino del mondo sarà deciso nelle sue acque». Tale citazione è però soltanto attribuita a Mahan, non ci sono fonti che provino che abbia mai rilasciato questa dichiarazione. Mahan definiva una triade di elementi necessari per una dottrina navale efficace:
 
1) La costruzione di una marina con capacità di proiezione oceanica.
 
2) Creazione di un sistema logistico di basi navali 

3) Controllo delle comunicazioni marittime. 
Infatti la Dottrina marittima indiana, attualmente, si rifà a queste regole, avendo modificato la propria strategia da semplice difesa delle frontiere marittime nazionali alla creazione di una flotta d'alto mare con capacità di proiezione oceanica.
 Mahan quindi, in certo modo, aveva previsto l'attuale corsa al controllo dell'Oceano Indiano. Negli anni novanta, quando il boom economico dell'India e il riarmo navale cinese caratterizzavano il contesto geopolitico, la marina indiana si sviluppò a livello oceanico. L'India è l'unico paese asiatico che possiede portaerei di grande portata (anche la Thailandia schiera una nave di questo tipo, ma di dimensioni assai ridotte). L'India aspira ad ottenere un ruolo globale in campo marittimo. Per quanto riguarda la creazione di basi navali, le maggiori preoccupazioni dell'India sono dettate dall'importanza strategica degli stretti di Hormuz e di Malacca, nei quali la marina indiana cerca approdi sicuri. La Cina, inoltre, gioca un ruolo importante nel terzo punto della triade: il controllo delle comunicazioni marittime indiane è compromesso dalla "string of pearl" cinese, nella quale le singole “perle” sono porti e basi navali con forte influenza cinese che da Hormuz a Malacca minacciano (per motivazioni strategiche e commerciali) il ruolo indiano sulle rotte commerciali. Per ovviare a questo problema, l'India, sta avviando la costruzione del porto di Chah Bahar in Iran, per meglio controllare lo stretto di Hormuz, e del porto di Campal Bay nelle isole Nicobare per il controllo sullo stretto di Malacca.
Questa situazione dimostra quanto le teorie di Mahan influiscano sul presente e come potrebbero valere per gli scenari futuri. Se viene presa in considerazione la frase di Mahan «il potere oceanico è la chiave del dominio globale», i principali attori che oggi agiscono sull'Oceano Indiano (Stati Uniti, India e Cina) potrebbero puntare al dominio di quest'ultimo per ottenere il conseguente dominio globale.

## Intitolazioni
Nella storia della marina statunitense varie navi sono state intitolate allo studioso, mentre attualmente col nome di classe Mahan venne battezzata - poco prima della seconda guerra mondiale - una serie di cacciatorpediniere. L'Accademia navale di Annapolis gli ha inoltre dedicato una sala.

## Opere
- The Gulf and Inland Waters (1883)
- The Influence of Sea Power Upon History, 1660-1783 (1890)
- The Influence of Sea Power upon the French Revolution and Empire, 1793-1812 (1892)
- Admiral Farragut (1892)
- The Life of Nelson: The Embodiment of the Sea Power of Great Britain (1897)
- The Interest of America in Sea Power, Present and Future (1897)
- Lessons of the War with Spain, and Other Articles (1899)
- The Problem of Asia and Its Effect Upon International Policies (1900)
- Story of the War in South Africa 1899-1900 (1900)
- Types of Naval Officers Drawn from the History of the British Navy (1901)
- Sea Power in Its Relations to the War of 1812 (1905)
- Naval Administration and Warfare: Some General Principles, with Other Essays (1908)
- The Harvest Within: Thoughts on the Life of the Christian (1909)
- Naval Strategy: Compared and Contrasted with the Principles and Practice of Military Operations on Land (1911)
- Armaments and Arbitration; or, The Place of Force in the International Relations of States (1912)
- The Major Operations of the Navies in the War of American Independence (1913)
- The Influence of Sea Power Upon History, 1660-1805 (abridged ed, 1980)

## Ulteriori letture
- The Influence of Sea Power Upon History, 1660–1783 Archiviato l'8 novembre 2004 in Internet Archive. (1890)
- The Life of Nelson: The Embodiment of the Sea Power of Great Britain (1897)
  -  Volume 1, su gutenberg.org.
  -  Volume 2, su gutenberg.org.
- The Interest of America in Sea Power, Present and Future (1897)
- Story of the War in South Africa 1899-1900 (1900)
- Types of Naval Officers Drawn from the History of the British Navy (1901)
- The Harvest Within: Thoughts on the Life of the Christian (1909)
- The Maj